# Gare de Keighley
La gare de Keighley est une gare ferroviaire du Royaume-Uni, située dans la ville de Keighley dans le Yorkshire de l'Ouest en Angleterre. 
Les services à partir de Keighley sont opérés par Northern Rail et Keighley and Worth Valley Railway.